# 17 februari
17 februari är den 48:e dagen på året i den gregorianska kalendern. Det återstår 317 dagar av året (318 under skottår).

## Återkommande bemärkelsedagar

### Nationaldagar
- Kosovos nationaldag (till minne av självständigheten från Serbien 2008)
- Libyen: Revolutionsdagen (till minne av utbrottet av revolutionen mot Gadaffi 2011)

### Helgdagar
- Romerska riket: Quirinalen till guden Quirinus ära

## Namnsdagar

### I den svenska almanackan
- Nuvarande – Alexandra och Sandra
- Föregående i bokstavsordning
  - Alexander – Namnet fanns på dagens datum fram till 1721. Då flyttades det till 12 december, där det har funnits sedan dess.
  - Alexandra – Namnet infördes på dagens datum 1851, för att hedra kronprins Karl (XV):s gemål Lovisa av Nederländerna, som bland annat hette Alexandra, och har funnits där sedan dess.
  - Ingemar – Namnet förekom före 1901 tidvis på dagens datum och på 1790-talet även på 19 september. 1901 infördes det på 3 juni och har funnits där sedan dess.
  - Polychronius – Namnet infördes, till minne av en biskop i Babylon, som led martyrdöden på 200-talet, på dagens datum 1721. Det utgick 1851, för att ge plats åt Alexandra.
  - Sandor – Namnet infördes på dagens datum 1986, men utgick 1993.
  - Sandra – Namnet infördes på dagens datum 1986 och har funnits där sedan dess.
- Föregående i kronologisk ordning
  - Före 1721 – Alexander
  - 1721–1850 – Polychronius och Ingemar
  - 1851–1900 – Alexandra
  - 1901–1985 – Alexandra
  - 1986–1992 – Alexandra, Sandor och Sandra
  - 1993–2000 – Alexandra och Sandra
  - Från 2001 – Alexandra och Sandra
- Källor
  - Brylla, Eva (red.): Namnlängdsboken, Norstedts ordbok, Stockholm, 2000. ISBN 91-7227-204-X
  - af Klintberg, Bengt: Namnen i almanackan, Norstedts ordbok, Stockholm, 2001. ISBN 91-7227-292-9

### Finlandssvenska almanackan
- Nuvarande från 1973[1] – Carita, Rita
- I föregående revideringar[a][2]
  - 1929–1949 – Väinö
  - 1950–1972 – Karita, Rita

## Händelser
- 1500 – Den 10 000 man starka dansk-holsteinska här, som en knapp vecka tidigare har invaderat den tyska bonderepubliken Ditmarsken lider ett stort nederlag mot de ditmarskiska bönderna i slaget vid Hemmingstedt. Trots att danskarna och holsteinarna är numerärt överlägsna (bönderna räknar omkring 1 000 man) kan de inte utnyttja detta, eftersom markerna runt omkring är översvämmade och de måste hålla sig på den smala väg de kommer marscherande på. Därmed kan bönderna, som är väl förtrogna med området, meja ner de främsta i hären, allteftersom de kommer inom skotthåll. Danskarna förlorar 7 000 man i stupade och 1 500 i tillfångatagna och de danska planerna på att kuva Ditmarsken går om intet. Den 5 maj sluter man ett stillestånd, som avslutar fälttåget.
- 1617 – Sverige och Ryssland sluter freden i Stolbova, vilken gör slut på ingermanländska kriget, som har varat sedan 1610. Sverige erhåller Ingermanland och Kexholms län längst in i Finska viken, vilket gör att Ryssland för nära 100 år framåt är utestängt från Östersjön, medan det svenska Estland och Livland är hopbundet landvägen med det övriga svenska riket. I gengäld erkänner Sverige Michail Romanov som rysk tsar och tvingas ge upp planerna på att placera en svensk kandidat på den ryska tronen.
- 1753 – Denna dag blir den sista i februari i den svenska almanackan detta år. För att övergå från den julianska till den gregorianska kalendern (som vid denna tid går elva dagar före den julianska) stryks de sista elva dagarna i februari detta år och dagen följs alltså direkt av 1 mars. Många svenskar anser därmed att staten har stulit elva dagar av deras liv.
- 1867 – Det första fartyg, som passerar genom Suezkanalen, påbörjar genomfarten genom kanalen, vilken tar två dagar. Kanalen började byggas 1859, men invigs först två och ett halvt år senare, i november 1869.
- 1904 – Den italienske kompositören Giacomo Puccinis opera Madama Butterfly, med libretto av Luigi Illica och Giuseppe Giacosa, baserad på en bok av John Luther Long, har premiär på La Scala-operan i Milano. Under de kommande tre åren gör Puccini fyra revideringar av operan och det blir sedan den femte versionen, som blir den allmänt spelade. Den svenska premiären hålls den 21 augusti 1908 på Kungliga Operan i Stockholm.
- 1931 – De tyska nazistledarna Adolf Hitler och Joseph Goebbels förbjuds av Stockholms polismästare att hålla föredrag på ett svenskt nazistmöte i Stockholm.
- 1934 – Sedan Albert I har avlidit i en bergsklättringsolycka efterträds han samma dag som kung av Belgien av sin son Leopold III. Dennes hustru, den svenskfödda prinsessan Astrid, blir därmed Belgiens drottning och blir mycket populär, men omkommer i en bilolycka i Schweiz året därpå.
- 1959 – Den amerikanska vädersatelliten Vanguard 2 skjuts upp och blir världens första vädersatellit. 2025 är den fortfarande i omlopp runt jorden, då den är tänkt att tillhandahålla information om densiteten i atmosfären i 300 år.
- 1972 – Exemplar nummer 15 007 034 av den klassiska bilen ”Folkvagnsbubblan” produceras och därmed slår den T-Fordens rekord i flest antal producerade exemplar av en bil. När tillverkningen slutligen läggs ner 2003 har 21 529 464 exemplar producerats.
- 1979 – Kinesiska trupper går över gränsen till Vietnam, vilket utlöser det 38 dagar långa kinesisk-vietnamesiska kriget. Kinas anledning till invasionen är att Vietnam tidigare har invaderat Kambodja och störtat de röda khmererna där och att man därför vill ”lära Vietnam en läxa”. Då kineserna stöter på hårt motstånd tvingas de dock snart retirera och dra sig tillbaka över gränsen.
- 1996 – Den armenisk-ryske schackvärldsmästaren Garri Kasparov spelar sitt andra parti mot schackdatorn Deep Blue. Det första partiet (spelat en vecka tidigare) har datorn vunnit, men detta blir Kasparovs första seger över datorn. De spelar ytterligare fyra partier, varav Kasparov vinner två och övriga två blir remi.
- 2006 – Under årets vinter-OS i italienska Turin besegrar det svenska damishockeylandslaget det amerikanska efter straffläggning i semifinalen, vilket blir första gången Sverige besegrar USA i damishockey i mästerskapssammanhang.
- 2008 – Premiärminister Hashim Thaçi utropar Kosovos självständighet från Serbien.[3] Det serbiska parlamentet vägrar dock fortfarande (2025) att erkänna självständighetsförklaringen och även om internationella domstolen i Haag har godkänt den har endast 81 av Förenta nationernas 192 medlemsländer (däribland Sverige) erkänt Kosovo som ett eget land och FN i sig har inte gjort det.

## Födda
- 1524 – Charles de Lorraine, fransk statsman
- 1770 – David Stone, amerikansk jurist och politiker, senator för North Carolina 1801–1807 och 1813–1814
- 1781 – René Laënnec, fransk läkare och professor, uppfinnare av stetoskopet
- 1796 – Philipp Franz von Siebold, tysk naturforskare och forskningsresande
- 1817 – Vilhelm III, kung av Nederländerna och storhertig av Luxemburg 1849–1890
- 1821 – Lola Montez, irländskfödd amerikansk dansare och skådespelare, mätress åt kung Ludvig I av Bayern
- 1825 – Albrecht Weber, tysk orientalist
- 1831 – Niklas Biesèrt, svensk bruksägare och riksdagsman
- 1847 – Otto Blehr, norsk jurist och politiker, statsminister 1902–1903 och 1921–1923
- 1859 – Johan Lindström Saxon, svensk författare, tidningsman, bokförläggare, publicist och sångtextförfattare
- 1861 – Prinsessan Helene av Waldeck och Pyrmont, österrikisk-brittisk prinsessa
- 1865 – Ernst Troeltsch, tysk protestantisk teolog och religionsfilosof
- 1866 – Henry Hollis Horton, amerikansk demokratisk politiker, guvernör i Tennessee 1927–1933
- 1884
  - Arthur T. Hannett, amerikansk demokratisk politiker, guvernör i New Mexico 1925–1927
  - Adolf Niska, svensk operettsångare, skådespelare, manusförfattare och regissör
- 1888 – Otto Stern, tysk fysiker, mottagare av Nobelpriset i fysik 1943
- 1893 – Arvid Källström, svensk konstnär och skulptör
- 1903 – Sadeq Hedayat, iransk poet och författare
- 1910 – Walter Sarmell, svensk skådespelare och inspicient
- 1912 – Birgit Lennartsson, svensk skådespelare och sångare
- 1914 – Arthur Kennedy, amerikansk skådespelare
- 1919 – Allan Johansson, svensk pianist, kompositör, kapellmästare och sångare
- 1925 – Hal Holbrook, amerikansk skådespelare
- 1929 – Patricia Routledge, brittisk skådespelare
- 1930 – Ruth Rendell, brittisk deckarförfattare
- 1934
  - Alan Bates, brittisk skådespelare
  - Barry Humphries, australisk skådespelare och underhållare, skapare av figuren Dame Edna Everage
  - Bengt Nilsson, svensk höjdhoppare, bragdmedaljör
- 1935 – Christina Pickles, brittisk-amerikansk skådespelare
- 1938 – Bengt Sändh, svensk trubadur
- 1941 – Gene Pitney, amerikansk sångare och låtskrivare
- 1942 – Huey P. Newton, amerikansk politisk aktivist, en av grundarna av organisationen Svarta pantrarna
- 1944 – Karl Jenkins, brittisk musiker och kompositör
- 1946 – André Dussollier, fransk skådespelare
- 1951 – Barzan Ibrahim al-Tikriti, irakisk politiker, chef för den irakiska säkerhetstjänsten Mukhabarat, halvbror till Saddam Hussein
- 1952 – Randy Forbes, amerikansk republikansk politiker, kongressledamot 2001–2017
- 1954
  - Rene Russo, amerikansk skådespelare och modell
  - Bill Sali, amerikansk republikansk politiker
- 1955 – Mo Yan, kinesisk författare, mottagare av Nobelpriset i litteratur 2012
- 1956 – Anna von Rosen, svensk skådespelare
- 1959 – Charlotta Denward, svensk filmkonsulent och producent
- 1961 – Andrej Korotajev, rysk antropolog, ekonomisk historiker och sociolog
- 1962 – Lou Diamond Phillips, amerikansk skådespelare
- 1963
  - Michael Jordan, amerikansk basketspelare
  - Dan Reed, amerikansk sångare och gitarrist, medlem i gruppen Dan Reed Network
- 1964 – Jim Jordan, amerikansk republikansk politiker, kongressledamot 2007–
- 1965 – Michael Bay, amerikansk regissör och filmproducent
- 1966
  - Thomas "Quorthon" Forsberg, svensk musiker i bandet Bathory
  - Luc Robitaille, kanadensisk ishockeyspelare
- 1971 – Denise Richards, amerikansk skådespelare
- 1972
  - Taylor Hawkins, amerikansk musiker, trumslagare i gruppen Foo Fighters
  - Billie Joe Armstrong, amerikansk sångare och gitarrist i bandet Green Day
- 1973 – Shirley Clamp, svensk sångare
- 1974 – Kaoru Niikura, japansk gitarrist, medlem i J-rockbandet Dir en grey
- 1976 – Alex Schulman, svensk skribent, bloggare samt radio- och tv-personlighet
- 1979 – Osvaldo Palma, svensk thaiboxare
- 1981
  - Joseph Gordon-Levitt, amerikansk skådespelare
  - Paris Hilton, amerikansk arvtagare, skådespelare, sångare och fotomodell
- 1982 – Adriano Leite Ribeiro, brasiliansk fotbollsspelare
- 1983
  - Elin Kling, svensk modejournalist och bloggare
  - Markus Granseth, svensk tv-programledare
- 1986 – Sandra Nilsson, svensk fotomodell
- 1987 – Aya Hirano, japansk röstskådespelare och sångare
- 1988 – Natascha Kampusch, österrikisk mediepersonlighet, känd för att ha varit kidnappad i åtta år
- 1989 – Beata Falk, svensk orienterare
- 1991 – Ed Sheeran, brittisk musiker
- 1994 – Bisse Unger, svensk barnskådespelare

## Avlidna
- 364 – Jovianus, 32, romersk kejsare sedan 363
- 1410 – Karl Ulfsson, svensk riddare och riksråd, lagman i Uppland, marsk 1364–1371 samt morfar till kung Karl Knutsson (Bonde) (begravd detta datum)
- 1448 – Nils Ragvaldsson, omkring 65, svensk kyrkoman, ärkebiskop i Uppsala stift sedan 1438
- 1600 – Giordano Bruno, 52, italiensk filosof (bränd på bål)
- 1673 – Jean-Baptiste Poquelin, 51, fransk teaterman och komedipjäsförfattare med pseudonymen Molière
- 1709 – Erik Benzelius den äldre, 76, svensk kyrkoman, ärkebiskop i Uppsala stift sedan 1700
- 1788 – Maurice Quentin de La Tour, 83, fransk målare
- 1796 – James Macpherson, 59, brittisk författare, mest känd för verket Ossians sånger
- 1827 – Johann Heinrich Pestalozzi, 81, schweizisk pedagog och författare
- 1832 – Ludvig av Vasa, son till den förre svenske kronprinsen Gustav av Wasa, räknad som den siste manlige arvingen av den gamla svenska kungaätten Holstein-Gottorp (född två veckor tidigare)
- 1856 – Heinrich Heine, 58, tysk författare och poet
- 1874 – Adolphe Quetelet, 77, belgisk statistiker, astronom, fysiker och matematiker
- 1875 – Friedrich Wilhelm August Argelander, 75, tysk astronom
- 1888 – Carl Fredrik Appeltofft, 77, svensk läkare och riksdagspolitiker
- 1890 – Christopher Sholes, 71, amerikansk uppfinnare
- 1907 – Henry S. Olcott, 74, amerikansk journalist, överste, författare och teosof
- 1909 – Geronimo, 79, amerikansk apacheindianhövding
- 1923 – Wilhelmina Gelhaar, 85, svensk operasångare
- 1934 – Albert I, 58, kung av Belgien sedan 1909 (bergsklättringsolycka)
- 1952 – Anna Lindahl, 47, svensk skådespelare
- 1958 – Herbert E. Hitchcock, 90, amerikansk demokratisk politiker, senator för South Dakota 1936–1938
- 1961 – Julius Jaenzon, 75, svensk filmfotograf och regissör
- 1962 – Bruno Walter, 85, tysk-amerikansk dirigent
- 1966 – Hans Hofmann, 85, tysk-amerikansk konstnär
- 1970 – Shmuel Josef Agnon, 81, israelisk författare, mottagare av Nobelpriset i litteratur 1966
- 1975 – Bo Kalling, 82, svensk uppfinnare
- 1982
  - Lee Strasberg, 80, amerikansk skådespelare, grundare av skådespelarskolan Actors Studio
  - Thelonious Monk, 64, amerikansk jazzpianist, kompositör
- 1990 – Eric Stolpe, 70, svensk skådespelare, revyartist, textförfattare, sångare och journalist
- 1992 – Leif Widengren, 53, svensk polisassistent, mördad i Sveriges enda ouppklarade polismord
- 1998 – Ernst Jünger, 102, tysk författare
- 2000 – Selina Chönz, 89, schweizisk barnboksförfattare
- 2005
  - Dan O'Herlihy, 85, irländsk skådespelare
  - Elisabeth Killander, 75, svensk sjuksköterska
- 2007 – Maurice Papon, 96, fransk ämbetsman och krigsförbrytare
- 2010 – Kathryn Grayson, 88, amerikansk skådespelare och sångare
- 2011 – Hans Hellberg, 81, svensk skådespelare och dramatiker
- 2013 – Richard Briers, 79, brittisk skådespelare
- 2014 – Per Källberg, 66, svensk filmfotograf
- 2017 – Börge Hellström, 59, svensk författare, del av författarduon Roslund & Hellström
- 2020 – Mickey Wright, 85, amerikansk golfspelare
- 2021 – Rush Limbaugh, 70, amerikansk journalist och radiopratare
- 2024 – Johan Galtung, 93, norsk freds- och konfliktforskare